# Francesco Gasparini

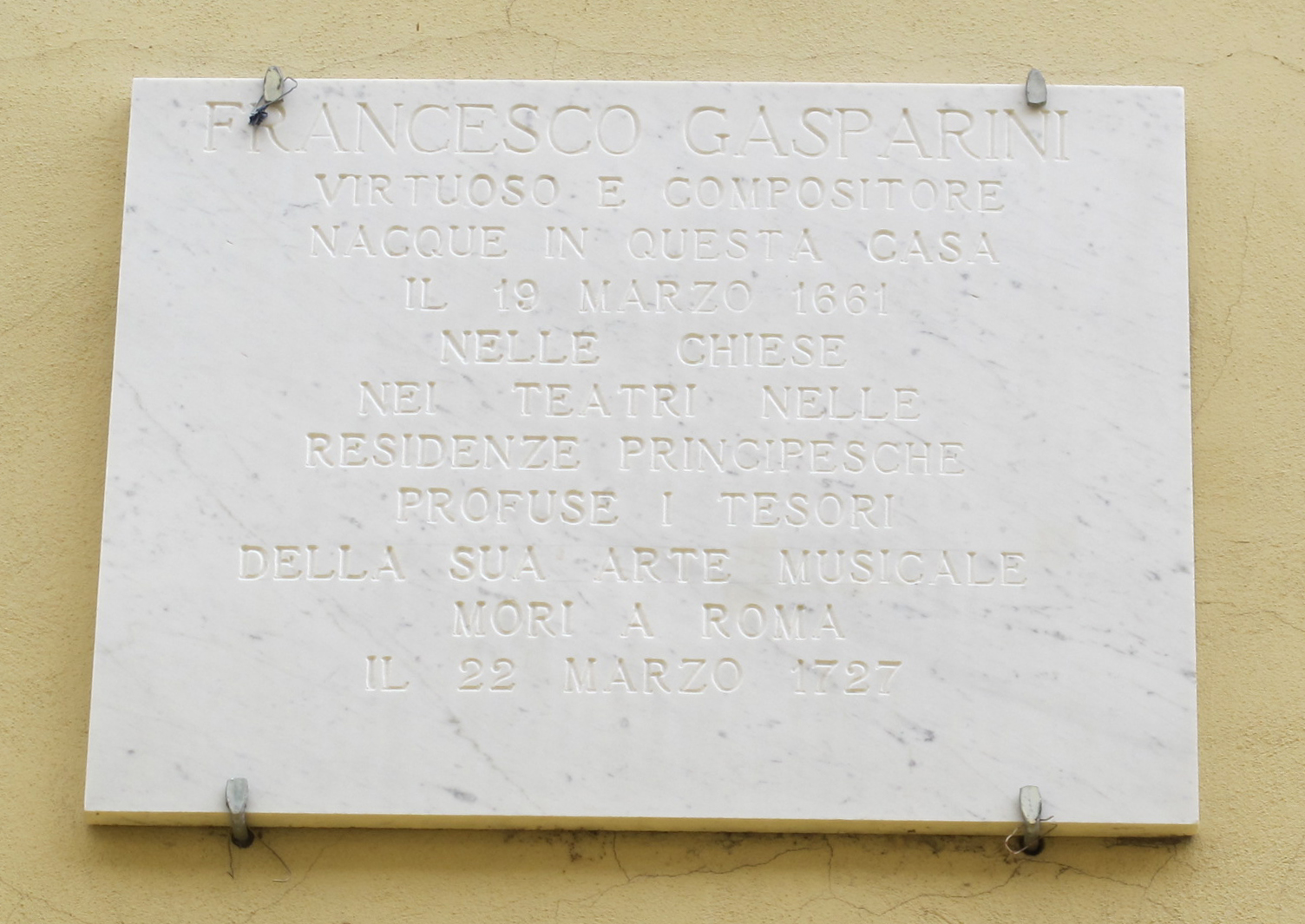
Targa nella casa natale di Camaiore

Francesco Gasparini (Camaiore, 19 marzo 1661 – Roma, 22 marzo 1727) è stato un compositore italiano.

## Biografia
Gasparini fu il secondo dei cinque figli di Nicolao e Elisabetta Belfiore. Si è ipotizzato che possa avere ricevuto i primi insegnamenti da Giovanni Domenico Giuliani, maestro di cappella della collegiata di S. Maria Assunta a Camaiore dal 1674 al 1679.
Nel 1682 viveva a Roma dove aveva assunto l'incarico di organista della chiesa della Madonna dei Monti.
Fu ammesso il 27 giugno 1684 all'Accademia Filarmonica di Bologna come cantante e successivamente, il 17 maggio 1685, come compositore.
A Roma il 28 novembre 1685 sposò Maria Rosa Borrini, cantante romana.
Nel dicembre del 1686 debuttò in teatro a Livorno, collaborando alla rappresentazione dei drammi Olimpia vendicata di Alessandro Scarlatti e Roderico di Carlo Francesco Pollarolo, per i quali in questa occasione potrebbe aver scritto diverse arie nuove.
Nel 1689 entrò a far parte della Congregazione di Santa Cecilia di Roma. Per la quaresima 1689 compose l'oratorio latino Iudith de Holoferne triumphans eseguito all'oratorio del Ss. Crocifisso di S. Marcello. Durante il carnevale 1690 al Collegio Clementino venne rappresentato il suo primo dramma Bellerofonte (libretto G.M. Conti). Due anni dopo nello stesso collegio fu eseguito il suo oratorio Atalia (1692).
Nel giugno del 1701 si trasferì a Venezia, dove il 5 di quel mese era stato nominato «maestro di choro» all'Ospedale della Pietà. Nell'istituzione veneziana ebbe come collega Antonio Vivaldi, che nel 1703 era stato nominato maestro di violino. Per l'Ospedale della Pietà compose 9 oratori su testo latino eseguiti negli anni 1701-1714. Nell'aprile 1713 i governatori della Pietà concessero a Gasparini di allontanarsi per sei mesi da Venezia, ma il compositore lasciò la città senza farvi più ritorno. Nel periodo veneziano Gasparini compose 24 opere, molte delle quali andate in scena al Teatro Tron di San Cassiano.
Durante la sua permanenza nella città lagunare ebbe occasione di incontrare i grandi compositori veneziani dell'epoca, come Antonio Lotti e Carlo Francesco Pollarolo.
Nel febbraio del 1713 si era stabilito con la famiglia a Città di Castello, dove la moglie aveva delle proprietà. Dalla cittadina umbra si allontanò soltanto in occasione della rappresentazione di sue opere nei teatri di Genova, Roma, Reggio Emilia e Firenze.
Nel 1716 fece rientro a Roma per rappresentare due opere al teatro Capranica: il Ciro e il Venceslao (in parte con musica di Francesco Mancini). Nel luglio del 1718 entrò al servizio del principe Francesco Maria Ruspoli, come maestro di cappella al posto di Antonio Caldara, mamtenendo questo posto fino al giugno 1718. Negli stessi anni riprese i rapporti con il principe Marcantonio Borghese e la consorte Livia Spinola, con i quali era stato in contatto sin dal 1711. Dal 1720 compare col titolo di «virtuoso del principe Borghese», pur non essendo dei ruoli di questa famiglia. Nel 1718 fu ammesso all'Accademia dell'Arcadia.
Dal 1725 fino alla morte fu maestro della cappella Borghese in Santa Maria Maggiore e della Cappella musicale Pia Lateranense della basilica di San Giovanni in Laterano.

## Considerazioni sull'artista
È considerato uno dei migliori compositori del suo tempo. La sua musica denota in lui un'elevata abilità e qualità compositiva, soprattutto nelle cantate, le quali furono particolarmente apprezzate anche da Charles Burney. Altrettanta bravura ebbe anche nelle composizioni sacre, scritte con maestria, usando spesso tecniche compositive complesse.
La maniera dei suoi lavori teatrali è tipica del periodo, tranne per i suoi ultimi lavori, nei quali si osservano caratteristiche melodiche e ritmiche tipiche delle opere delle generazioni successive.
Scrisse circa 60 opere, tra le quali l'Ambleto su un libretto di Apostolo Zeno e Pietro Pariati tratto dalle Gesta Danorum di Saxo Grammaticus (la stessa fonte utilizzata da Shakespeare per la tragedia Amleto).
Nonostante l'intensa attività di operista, Gasparini fu attivo anche come insegnante; tra i suoi allievi più illustri Benedetto Marcello, Johann Joachim Quantz, Domenico Scarlatti e il cantante Giovanni Ossi. La sua notorietà resta legata al trattato L'armonico pratico al cimbalo. Regole, osservazioni e avvertimenti per ben suonare il basso e accompagnare sopra il cimbalo, spinetta e organo, pubblicato a Venezia, presso Antonio Bortoli, nel 1708, e ristampato in almeno nove edizioni fino al 1808. Si tratta del primo importante trattato riguardante il basso continuo; in esso l'autore in parte riprende i metodi della prassi seicentesca e in parte illustra le novità della tecnica, dello stile e del gusto del suo tempo, come il «suonar pieno», raddoppiando le consonanze, o l'uso di acciaccature e mordenti, vale a dire l'uso di introdurre note estranee all'armonia al fine di creare un «mirabile effetto» sonoro.

## Lavori

### Opere
Sono note 61 opere di Gasparini; l'anno e la città si riferiscono alla prima rappresentazione.

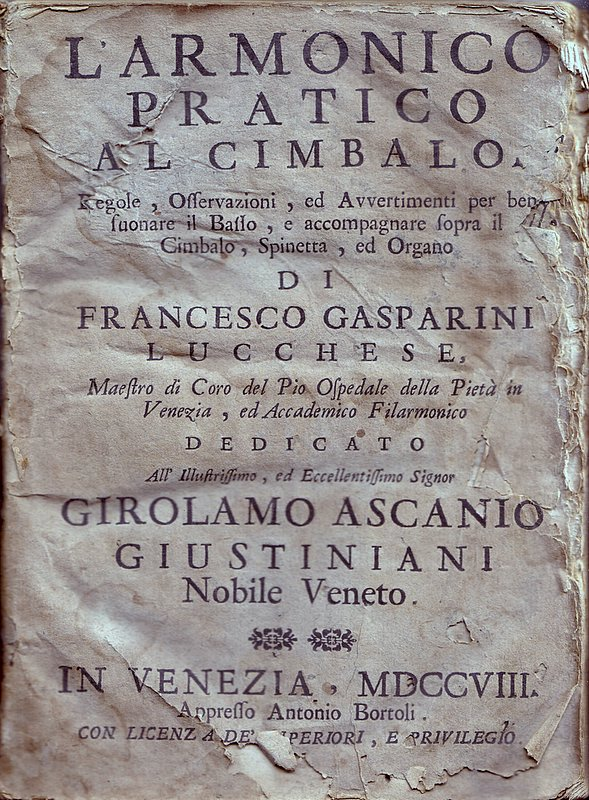
L'armonico pratico al cimbalo, di Francesco Gasparini

- Olimpia vendicata (dramma per musica, 1686, Livorno)
- Roderico (dramma per musica, libretto di (dramma per musica, libretto di G. B. Bottalino, 1686, Livorno)
- Bellerofonte (dramma per musica, libretto di G. M. Conti, Roma, 1690)
- Amor vince lo sdegno ovvero L'Olimpia placata (dramma per musica, libretto di Aurelio Aureli, 1692, Roma)
- La costanza nell'Amor Divino (dramma sacro per musica, libretto di Pietro Ottoboni, 1695, Roma)
- Totila in Roma (dramma per musica, libretto di Matteo Noris, 1696, Palermo)
- Aiace (dramma per musica, libretto di Pietro d'Averara, 1697, Napoli)
- Gerone tiranno di Siracusa (dramma per musica, libretto di Aurelio Aureli, 1700, Genova)
- Tiberio imperatore d'Oriente (dramma per musica, libretto di G. D. Pallavicini, 1702, Venezia)
- Gli imenei stabiliti dal caso (dramma per musica, libretto di Francesco Silvani, 1702, Venezia)
- Il più fedel tra i vassalli (dramma per musica, libretto di Francesco Silvani, 1703, Venezia)
- Il miglior d'ogni amore per il peggiore d'ogni odio (dramma per musica, libretto di Francesco Silvani, 1703, Venezia)
- La fede tradita e vendicata (dramma per musica, libretto di Francesco Silvani, 1704, Venezia)
- La maschera levata al vizio (dramma per musica, libretto di Francesco Silvani, 1704, Venezia)
- La Fredegonda (dramma per musica, libretto di Francesco Silvani, 1704, Venezia)
- Il principato custodito alla frode (dramma per musica, libretto di Francesco Silvani, 1705, Venezia)
- Alarico ovvero L'ingratitudine castigata (dramma per musica, libretto di Francesco Silvani, in collaborazione con Tomaso Albinoni, 1705, Palermo)
- Antioco (dramma per musica, libretto di Apostolo Zeno e Pietro Pariati, 1705, Venezia)
- Ambleto (dramma per musica, libretto di Apostolo Zeno e Pietro Pariati, 1706, Venezia)
- Statira (dramma per musica, libretto di Apostolo Zeno e Pietro Pariati, 1706, Venezia)
- Taican re della Cina (tragedia, libretto di Urbano Rizzi, 1707, Venezia)
- Anfitrione (tragicomedia con prologo, libretto di Apostolo Zeno e Pietro Pariati, 1707, Venezia)
- L'amor generoso (dramma per musica, libretto di Apostolo Zeno, 1707, Venezia)
- Flavio Anicio Olibrio (dramma per musica, libretto di Apostolo Zeno e Pietro Pariati, 1708, Teatro San Cassiano di Venezia) con Francesca Vanini, Domenico Cecchi e Giuseppe Maria Boschi
- Engelberta (dramma per musica, libretto di Apostolo Zeno e Pietro Pariati, 1709, Venezia)
- Alcide ovvero L'eroico amore (La violenza d'amore) (opera tragicomica, libretto di M. Gasparini, 1709, Bergamo)
- La principessa fedele (dramma per musica, libretto di Agostino Piovene, 1709, Venezia)
- L'oracolo del fato (componimento per musica da camera, libretto di Pietro Pariati, 1709, Vienna)
- Sesostri, re d'Egitto (dramma per musica, libretto di Pietro Pariati, 1710, Venezia)
- La ninfa Apollo (scherzo scenico pastorale, libretto di Francesco de Lemene, in collaborazione con Antonio Lotti, 1710, Venezia)
- L'amor tirannico (dramma per musica, libretto di Domenico Lalli, 1710, Venezia)
- Tamerlano (tragedia, libretto di Agostino Piovene, da Jacques Pradon, 1711, Venezia)
- Costantino (dramma per musica, libretto di Apostolo Zeno e Pietro Pariati, 1711, Venezia)
- Merope (dramma per musica, libretto di Apostolo Zeno, 1712, Venezia)
- Eraclio (dramma per musica, libretto di Pietro Antonio Bernadoni, in collaborazione con Carlo Francesco Pollarolo, 1712, Roma)
- Il comando non inteso ed ubbidito (dramma per musica, libretto Francesco Silvani, 1713, Milano)
- L'amore politico e generoso della regina Ermengarada (dramma per musica, in collaborazione con Giovanni Maria Capelli, 1713, Mantova)
- Lucio Papirio (dramma per musica, libretto di Antonio Salvi, 1714, Roma)
- Eumene (dramma per musica, libretto di Apostolo Zeno, 1714, Reggio Emilia)
- Amor vince l'odio ovvero Timocrate (dramma per musica, libretto di Antonio Salvi, 1715, Firenze)
- Il tartaro nella Cina (dramma per musica, libretto di Antonio Salvi, 1715, Reggio Emilia)
- Ciro (dramma per musica, libretto di Matteo Noris, 1716, Roma)
- Vincislao (dramma per musica, libretto di Apostolo Zeno, 1716, Roma)
- Il gran Cid (dramma per musica, libretto di J. Alborghetti e N. Serino, 1717, Napoli)
- Intermezzi in derisione della setta maomettana (intermezzi comici, libretto di Girolamo Gigli, 1717, Roma)
- Pirro (dramma per musica, libretto di Apostolo Zeno, 1717, Roma)
- Il trace in catena (dramma per musica, libretto di Antonio Salvi, 1717, Roma)
- Democrito (dramma per musica, 1718, Torino)
- Nana francese e Armena (Mirena e Floro) (intermezzi, in collaborazione con Giovanni Bononcini, 1718, Dresda)
- Astinatte (dramma per musica, libretto di Antonio Salvi, 1719, Roma)
- Lucio Vero (dramma per musica, libretto di Apostolo Zeno, 1719, Roma)
- Il Bajazet (dramma per musica, libretto di Agostino Piovene, 1719, Reggio Emilia)
- Tigranes (dramma per musica, in collaborazione con Francesco Bartolomeo Conti, Giuseppe Maria Orlandini e Antonio Vivaldi, 1719, Amburgo)
- Amore e maestà (dramma per musica, libretto di Antonio Salvi, 1720, Roma)
- Faramondo (dramma per musica, da Apostolo Zeno, 1720, Roma)
- La pace fra Seleuco e Tolomeo (dramma per musica, libretto di Adriano Morselli, revisionato di A. Trabucco, 1720, Milano)
- L'avaro (intermezzo, libretto di Antonio Salvi, 1720, Firenze)
- Nino (dramma per musica, libretto di Ippolito Zanelli, 1720, Reggio Emilia)
- Dorinda (favola pastorale, libretto di Benedetto Marcello, 1723, Roma)
- Silvia (dramma pastorale, libretto di Enrico Bissari, 1723, Foligno)
- Gli equivoci d'amore e d'innocenza (dramma per musica, libretto di Antonio Salvi, 1723, Venezia)
- Tigresa (favola pastorale con intermezzi, 1724, Roma)